# Minerva Park
Minerva Park – wieś w Stanach Zjednoczonych, w stanie Ohio, w hrabstwie Franklin.